# Las cosas como son
Las cosas como son es una película chilena dirigida por Fernando Lavanderos y protagonizada por Cristóbal Palma y Ragni Orsal Skogsrod. El film fue ganador en Competencia Latinoamericana en el 27º Festival Internacional de Cine de Mar del Plata.

## Sinopsis
La historia sigue a Jerónimo, una persona solitaria, detallista y meticulosa. Para obtener ingresos económicos, al tener una casa familiar muy grande, alquila habitaciones a extranjeros, en Santiago, capital de Chile. Es de esta manera que llega Sanna, una joven noruega que se aloja en la casa de Jerónimo. Ella realiza trabajos sociales para una organización no gubernamental. El problema entre ambos surge cuando Sanna lleva a un niño a la casa, a escondidas,  sin consultarle a él, y es así que luego de discusiones comienzan a conocerse. Al poco tiempo la joven abandona la casa, volviendo a su país natal, y Jerónimo vuelve a su vida normal.